# Vila Nova do Campo
Vila Nova do Campo (ehemals União das Freguesias de Campo (São Martinho), São Salvador do Campo e Negrelos (São Mamede)) ist eine Gemeinde (Freguesia) in Portugal. Sie liegt im Norden des Landes und gehört zum Kreis Santo Tirso. Vila Nova do Campo hat eine Fläche von 9,60 km² und 6809 Einwohner.
Die Gemeinde entstand am 29. September 2013 aus dem Zusammenschluss der Gemeinden São Martinho do Campo, Negrelos (São Mamede) und São Salvador do Campo.